# Sông Đắk N'Drung
Sông Đắk N'Drung hay suối Đắk N'Drung là một con sông thuộc hệ thống sông Đồng Nai, chảy ở huyện Đắk Song và Tuy Đức tỉnh Đắk Nông, Việt Nam.
Sông Đắk N'Drung dài 68 km.

## Dòng chảy
Đắk N'Drung bắt nguồn từ các suối ở vùng núi biên giới Việt Nam - Campuchia thuộc xã Thuận Hạnh huyện Đắk Song.12°16′35″B 107°27′15″Đ / 12,276251°B 107,454089°Đ
Đắk N'Drung chảy uốn lượn về hướng đông bắc, đến trung tâm hành chính xã Thuận Hạnh12°18′34″B 107°31′20″Đ / 12,309505°B 107,522335°Đ thì chuyển hướng đông nam.
Sông chảy qua xã Đắk N'Drung đến thành phố Gia Nghĩa thì đổ vào sông Đăk R’tih 12°00′00″B 107°38′13″Đ / 11,999982°B 107,636817°Đ. Cửa sông nay là lòng hồ Thủy điện Đăk R’Tih.